# شرکت مائدا
مائدا (انگلیسی: Maeda) شرکت ساخت‌وساز ژاپنی است، که در سال ۱۹۱۹ تأسیس شد.